# Індикатори сталого розвитку
Індикáтор сталого розвитку (англ. index of sustainable development) — показник (виведений з первинних даних, які зазвичай не можна використовувати для інтерпретації змін); який дозволяє судити про стан або зміни економічної, соціальної або екологічної змінної. Основною метою введення індексів є оцінка ситуації або події, для прогнозу розвитку ситуації, що склалася, і розробки її вирішення. На сьогодні відсутні обґрунтовані кількісні критерії, що дозволяють вимірювати ступінь стійкості розвитку держав, окремих регіонів і територій.
Виділяють два підходи до побудови індексів та індикаторів:
1. Побудова системи індикаторів, за допомогою яких можна судити про окремі аспекти розвитку: екологічних, соціальних, економічних та ін.
2. Побудова інтегральних, агрегованих індексів, за допомогою яких можна комплексно судити про розвиток країни (або регіону). Основна складність при агрегування інформації в індекси полягає у визначенні ваги вихідних показників без втрати значущості і без зайвої суб'єктивності. Зазвичай агреговані показники поділяються на такі групи:

- соціально-економічні;
- еколого-економічні;
- соціально-екологічні;
- еколого-соціо-економічні.[2]

## Передумови
Інтерес до ESG та сталого інвестування почав зростати на противагу т.зв. Доктрина Фрідмана, — нормативної теорії ділової етики, що розглядає довгострокові інвестиції з врахуванням проблем екологічного соціального та корпоративного управління. ESG ще у 60-70-х став не стільки питанням філантропії, скільки практичності. Однак з часом, там, де Фрідман надав академічну підтримку аргументу про те, що інтеграція факторів типу ESG у фінансову практику знизить фінансові результати, у перші роки століття почали з’являтися численні звіти, які містили дослідження, що підтверджували аргументи протилежного.
У 2006 року ООН представила Принципи відповідального інвестування (UN PRI), у 2012 році Глобальний альянс за стійкі інвестиції (GSIA) опублікував свою першу доповідь Global Sustainable Investment Review.
У вересні 2015 року був опублікований звіт «Фідуціарний обов’язок у 21 столітті» PRI, UNEP FI, UNEP Inquiry та UN Global Compact. У звіті зроблено висновок, що «неврахування всіх факторів вартості довгострокових інвестицій, включаючи питання ESG, є порушенням фідуціарного обов’язку». Також буловизнано, що, незважаючи на значний прогрес, багатьом інвесторам все ще належить повністю інтегрувати питання ESG у свої процеси прийняття інвестиційних рішень. У 2021 році кілька організацій працювали над тим, щоб зробити дотримання вимог ESG більш зрозумілим процесом, щоб встановити стандарти між рейтинговими агентствами, між галузями та між юрисдикціями. 
-- компанії типу Workiva, що працюють з точки зору технологічних інструментів; 
-- агентства типу Цільова група з розкриття фінансової інформації, пов'язаної з кліматом (TCFD), що розробляють загальні теми в певних галузях;  
-- та урядові постанови, як-от Регламент ЄС про розкриття інформації про стале фінансування (SFDR).
Кількість фондів, що застосовують критерії ESG, зросла зі 140 у 2012 році до 564 у 2019-му.
ESG не слід плутати з соціальним інвестуванням. Щоб прискорити запуск проектів якісної інфраструктури, країни вже почали створювати національні інфраструктурні банки — фінансові установи для підтримки державної політики в галузі інфраструктури. НІБи створено в Бразилії, Індії, Китаї, Японії, Австралії, США, Канаді, Німеччині, Індонезії, ПАР, Великій Британії. Вони активно фінансують національні інфраструктурні проекти, а транснаціональні інфраструктурні банки, такі як Азійський банк інфраструктурних інвестицій (АБІІ) або Фонд суверенного багатства, інвестують у інфраструктуру, що виходить за межі країн.
Запроваджуючи критерії ESG, міжнародні організації типу B3W поступово перекладають відповідальність за реалізацію державної соціальної політики на приватний сектор.

## Системи індикаторів сталого розвитку

### Системи індикаторів ОЕСР

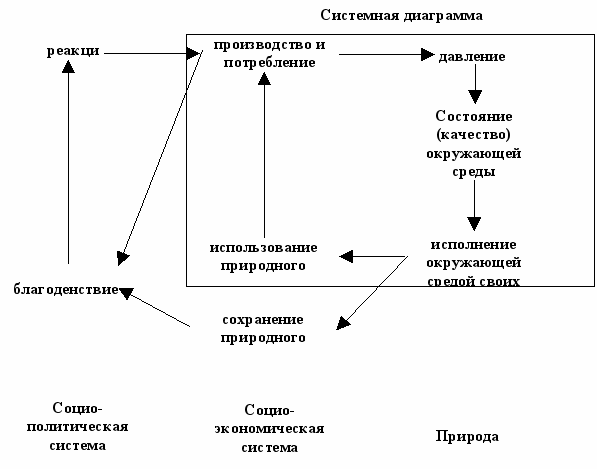
Схема моделі «тиск-стан-реакція»

Широке визнання в світі отримала система еко-індикаторів  Організації економічного співробітництва та розвитку (ОЕСР). Вони поділяються на кілька типів:
1. набір екологічних показників для оцінки ефективності діяльності в галузі охорони довкілля;
2. кілька наборів галузевих показників для забезпечення інтеграції природоохоронних питань в галузеву політику;
3. набір показників, що виводяться з природоохоронної звітності — для забезпечення як включення природоохоронних питань в галузеву політику, так і для забезпечення стійкості управління та використання природних ресурсів.

Система індикаторів ОЕСР пояснює взаємозв'язки між економікою і захистом довкілля, виявляє економіко-екологічні та соціально-екологічні взаємозв'язки.
Система індикаторів  ОЕСР являє собою модель «тиск-стан-реакція» (ТСР). Модель ТСР працює таким чином: людина своєю діяльністю завдає «тиск» на довкілля і змінює кількість і якість природних ресурсів («стан»); суспільство реагує на ці зміни шляхом зміни державної політики, змінами громадської свідомості і поведінки («реакція на тиск»).

### Системи індикаторів КСР ООН
Одна з найповніших за охопленням систем індикаторів сталого розвитку розроблена  КСР ООН. Індикатори розбиті на основні групи:
- індикатори соціальних аспектів сталого розвитку;
- індикатори економічних аспектів сталого розвитку;
- індикатори екологічних аспектів сталого розвитку (включаючи характеристики води, суші, атмосфери, інших природних ресурсів, а також відходів);
- індикатори інституційних аспектів сталого розвитку (програмування та планування політики, наукові розробки, міжнародні правові інструменти, інформаційне забезпечення, посилення ролі основних груп населення).

Запропоновані в проекті індикатори вимагають спеціальних перетворень, пристосування до конкретних умов, а в деяких випадках — розширення для окремих країн. Індикатори розбито на три категорії з урахуванням їх цільової спрямованості:
- індикатори — рушійна сила, що характеризують людську діяльність, процеси і характеристики, які впливають на сталий розвиток;
- індикатори стану, що характеризують поточний стан різних аспектів сталого розвитку;
- індикатори реагування, дозволяють здійснювати політичний чи якийсь інший спосіб реагування для зміни поточного стану.

### Система індикаторів для поліпшення керування природокористуванням у Центральній Америці
Серед інших систем індикаторів сталого розвитку, слід відзначити систему індикаторів, розроблену для поліпшення управління природокористуванням в Центральній Америці. Дана система була розроблена спільно  Світовим банком, Програмою ООН з довкілля і Міжнародним Центром тропічного сільського господарства. Застосування системи можливе на глобальному, регіональному та локальних рівнях. Відмінною рисою даної системи стала наочність результатів, так як уявлення індикаторів велося у вигляді  геоінформаційних систем

### Система еколого-економічного обліку
Система еколого-економічного обліку (СЕЕО) була запропонована Статистичним відділом Секретаріату ООН у 1993 році. Метою системи еколого-економічного обліку є врахування екологічного чинника в національних статистиках.
Природоохоронною спрямованістю СЕЕО пояснюються її деякі особливості: використання даних в натуральному поданні, самостійний, хоча і взаємопов'язаний по відношенню до традиційної системи національних рахунків, характер; застосування, поряд з ринковими, неринкових оцінок.
Еколого-економічний облік — допоміжна система. Він розширює потенціал національних рахунків, але не розглядається як заміна національного рахівництва.
Еколого-економічний облік зачіпає питання включення в національне багатство поряд з капіталом, виробленим людською працею, природного капіталу, а також дає можливість оцінити екологічні витрати (виснаження і вплив на якість природних ресурсів). Природний капітал включає відновлювані ресурси (наприклад, ліси), і невідновні (ґрунт і підґрунтові активи), а також екологічні послуги. Розширення екологічно скоригованих макроекономічних агрегатів відбувається за рахунок розгляду природних активів: можливе коректування не тільки ВВП, але й чистої доданої вартості та національного багатства.
Показник «істинних заощаджень» був запропонований  Світовим банком. Справжні заощадження (англ. genuine (domestic) savings) — це швидкість накопичення національних заощаджень після належного обліку виснаження  природних ресурсів і збитку від забруднення довкілля.
Концепція «істинних заощаджень» тісно пов'язана зі спробою нового підходу до вимірювання національного багатства країн.  Світовим банком розраховані величини  природного, виробленого ( фізичний або  штучний) та  соціального капіталів, а також їх частка в сукупному національному багатстві країни. Так, частка  природного  капіталу в національному багатстві в середньому для більш ніж 100 країн світу становить 2-40 %, частка  людського  капіталу — 40-80 %. Крім того, в  розвинених країнах частка  природного капіталу в національному багатстві в середньому не перевищує 10 %, в той час як частка  людського капіталу становить понад 70 %. Для багатьох країн з низькими  доходами на душу населення питома вага сільськогосподарської компоненти в  природному капіталі становить 80 %, в той час як у країнах з високими доходами цей показник не перевищує 40 %.

### Критерії та індикатори ефективності Глобальної ради зі сталого розвитку туризму (GSTC)
Особливу частину серед індикаторів сталого розвитку посідають показники сталого розвитку туризму та сталого туризму. Одними із таких показників є система запропонована Глобальною радою зі сталого розвитку туризму (Global Sustainable Tourism Council (GSTC), яка полягає в управлінні сталим розвитком, соціоекономічному, культурному та просторовому (екологічному) впливах. Організацією розроблено розроблено 3 типи критеріїв та індикаторів сталого розвитку:
1. Галузеві критерії та запропоновані індикатори ефективності для готелів (GSTC Industry Criteria + suggested performance indicators for Hotels (GSTC-H) [Архівовано 7 листопада 2017 у Wayback Machine.].
2. Галузеві критерії та запропоновані індикатори ефективності для туристичних операторів (GSTC Industry Criteria + suggested performance indicators for Tour Operators (GSTC-TO) [Архівовано 7 листопада 2017 у Wayback Machine.].
3. Критерії та запропоновані індикатори ефективності для дестинацій (Destination Criteria and Suggested Indicators (GSTC-D) [Архівовано 7 листопада 2017 у Wayback Machine.].

## Ресурси Інтернету
- | Indicators of sustainable development [Архівовано 9 травня 2013 у Wayback Machine.]